# 1039º Reggimento missilistico contraereo "Maggior generale Mykola Kapustjans'kyj"
Il 1039º Reggimento missilistico contraereo "Maggior generale Mykola Kapustjans'kyj" (in ucraino 1039-й зенітний ракетний полк імені генерал-хорунжого Миколи Капустянського?, 1039-j zenitnyj raketnyj polk imeni heneral-chorunžoho Mykoly Kapustjans'koho, unità militare A1964) è un'unità di artiglieria contraerea delle Forze terrestri ucraine, subordinata al Comando operativo "Est" e con base a Hvardijs'ke.

## Storia
Il reggimento venne creato dall'Armata Rossa nel novembre 1953. Dopo lo scioglimento dell'Unione Sovietica l'unità è passata sotto il controllo dell'Ucraina. Nel 2015 ha preso parte alla guerra del Donbass, operando nei pressi di Avdiïvka. Il 10 settembre 2016, sulla base del 2º Battaglione del reggimento trasferito nella regione di Odessa, è stato costituito il 38º Reggimento missilistico contraereo. A partire dal 24 febbraio 2022 è stato coinvolto nell'invasione russa dell'Ucraina.
L'11 dicembre 2024 il reggimento è stato ufficialmente intitolato al generale Mykola Kapustjans'kyj, comandante di spicco dell'esercito della Repubblica Popolare Ucraina.

## Struttura
- Comando di reggimento[6]
- 1ª Batteria missilistica contraerea
- 2ª Batteria missilistica contraerea
- 3ª Batteria missilistica contraerea
- 4ª Batteria missilistica contraerea
- 5ª Batteria missilistica contraerea
- Batteria tecnica

## Comandanti
- Colonnello Ihor Malynko (2024 - in carica)[7]